# Black Hill Conservation Park
Black Hill Conservation Park är en park i Australien. Den ligger i delstaten South Australia, omkring 13 kilometer nordost om delstatshuvudstaden Adelaide.
Runt Black Hill Conservation Park är det ganska tätbefolkat, med 58 invånare per kvadratkilometer.. Närmaste större samhälle är Adelaide, omkring 13 kilometer sydväst om Black Hill Conservation Park. 
I omgivningarna runt Black Hill Conservation Park växer i huvudsak blandskog. Genomsnittlig årsnederbörd är 593 millimeter. Den regnigaste månaden är juli, med i genomsnitt 95 mm nederbörd, och den torraste är december, med 13 mm nederbörd.